# Commonwealth (Wisconsin)
Commonwealth es un pueblo ubicado en el condado de Florence en el estado estadounidense de Wisconsin. En el Censo de 2010 tenía una población de 399 habitantes y una densidad poblacional de 3,58 personas por km².

## Geografía
Commonwealth se encuentra ubicado en las coordenadas 45°51′22″N 88°14′55″O / 45.85611, -88.24861. Según la Oficina del Censo de los Estados Unidos, Commonwealth tiene una superficie total de 111.45 km², de la cual 109.86 km² corresponden a tierra firme y (1.43%) 1.6 km² es agua.

## Demografía
Según el censo de 2010, había 399 personas residiendo en Commonwealth. La densidad de población era de 3,58 hab./km². De los 399 habitantes, Commonwealth estaba compuesto por el 97.74% blancos, el 0% eran afroamericanos, el 0.5% eran amerindios, el 0.25% eran asiáticos, el 0% eran isleños del Pacífico, el 0.25% eran de otras razas y el 1.25% pertenecían a dos o más razas. Del total de la población el 1.25% eran hispanos o latinos de cualquier raza.